# トレモール
トレモール（Tremor）は、アルゼンチンの3人組バンド。ブエノスアイレス出身。デジタル・クンビアの先を見据え、ジャンルの垣根を超えたリズムとサウンドをミックスさせている。映画やテレビのサウンドトラックなどを手掛けるマルチプレーヤー、レオナルド・マルティネリが率いる。

## 出演フェス
- Roskilde Festival (2011) デンマーク
- Fusion Festival ドイツ
- Music Meeting Fest オランダ
- SXSW アメリカ
- Transmusicales de Rennes フランス
- C/O Pop ドイツ

## 共演
- アイアン・メイデン
- ザ・ストロークス
- アークティック・モンキーズ
- バトルス
- Pj Harvey
- マイ・ケミカル・ロマンス
- ババソニコス
- トニー・レヴィン
- ミーカ
- Yeasaier
- アクセル・クリヒエール

## メンバー
基本的担当パートを太字表記。
| 名前                                                         | 担当                                          | 生年月日 | 出身地 |
| ------------------------------------------------------------ | --------------------------------------------- | -------- | ------ |
| レオナルド・マルティネリ （スペイン語: Leonardo Martinelli） | 作曲 プロデューサー チャランゴ シンセサイザー |          |        |
| カミリョ・カルバハル （スペイン語: Camillo Carbajal）        | ボンボ ドラムス                               |          |        |
| ヘラルド・ファレス （スペイン語: Gerardo Farez）             | シンセサイザー 鍵盤ハーモニカ ボンボ ドラムス |          |        |

## ディスコグラフィー
- Viajante (2008, Los Años Luz Discos)
- Caracol (Remix, 2009, ZZK Records)
- Para Armar (2010, ZZK Records)
- Proa (2013, Wonderwheel Recordin)